# Каролина Техера
Нели Каролина Техера (на испански: Nelly Carolina Tejera) е венецуелски модел и актриса, родена на 14 октомври 1976 г. в Каракас, Венецуела. Тя е най-известна с ролята на злодейката Ева Гранадос в теленовелата „Дивата котка“.

## Биография
Нейната майка е от Испания, а баща ѝ е от Гуадалахара, Мексико.
На 4 март 2006 г. тя се омъжва за бизнесмена от Коста Рика, Дон Стокуел. На 2 август 2006 г., Каролина ражда първото си дете, момче на име Майкъл Аслан Стокуел Техера. Актрисата обича плуването, спортните танци и музиката. Има черен колан по карате.

## Кариера
Каролина Техера е на сцена от 3-годишна възраст. На 14 години се записва на курсове по актьорско майсторство и така започва артистичната ѝ кариера.
Първата ѝ теленовела е Сирена (1993). Следват роли в „Дъщерята на президента“ (1994), „Ничий кръст“ (1994) и „Да заживееш отново“ (1995). Изиграва отрицателни роли в теленовелите „Мария от Лос Анджелис“ (1997) и „Кралица на сърцата“ (1998). В „Кралица на сърцата“ се превъплъщава в Месалина, фриволна и манипулативна жена без ценности. Първата ѝ главна роля идва с теленовелата „Тайнствена жена“, където си партнира с актьори като Карлос Камара и Алба Роверси.
През 2000 г. участва в теленовелата „Има любов, която убива“, а през 2001 г. и е поверена ролята на Марбеля в „Карисима“. Ролята, която я прави много известна е тази на злодейката Ева Гранадос в теленовелата „Дивата котка“ през 2002 г. Там играе с известни актьори като Марио Симаро, Марлене Фавела, Освалдо Риос, Марджори де Соуса и други. През 2004 г. редом с актьори, като Лупита Ферер, Камила Соди, Валентино Ланус и Елена Рохо, участва в теленовелата „Невинната ти“. Участва още в теленовели като „Валерия“ (2008/09), „Някой те наблюдава“ (2010), Аурора (2010/11), „Сърцето ми настоява“ (2011), „Смело сърце“ (2012) и „Красива жена“ (2013), която е и последната ѝ роля към момента.
Присъствала е на много церемонии по награждаване, сред които са Premios juventud 2004 и Premios lo Nuestro a la musica latina 2005. Освен актриса е и модел. През 2007 г. взема специално участие в румънската теленовела „Vocea Inimii“, където пее и три от саундтаците към нея.

## Филмография
| Година  | Теленовела                                         | Роля               |
| ------- | -------------------------------------------------- | ------------------ |
| 2014    | Demonio del cielo                                  |                    |
| 2013    | Красива жена (Cosita Linda)                        | Тифани             |
| 2012    | Смело сърце (Corazón Valiente)                     | Лорена             |
| 2011    | Сърцето ми настоява (Mi Corazón Insiste)           | Диана              |
| 2010/11 | Аурора (Aurora)                                    | Клара Аменабар     |
| 2010    | Някой те наблюдава (Alguien Te Mira)               | Валерия Стюарт     |
| 2008/09 | Валерия (Valeria)                                  | Мирослава Монтемар |
| 2007    | Лола, имало едно време... (Lola, Érase una vez...) | Самара             |
| 2004    | Невинната ти (Inocente de ti)                      | Нурия Салас        |
| 2003    | Жената на Лоренсо (La mujer de Lorenzo)            | Лаура              |
| 2002    | Дивата котка (Gata salvaje)                        | Ева Гранадос       |
| 2001    | Карисима (Carissima)                               | Марбеля Валяморин  |
| 2000    | Има любов, която убива (Hay amores que matan)      | Аманда Сантакрус   |
| 1999    | Тайнствена жена (Mujer secreta)                    | Еухения Санчес     |
| 1998    | Кралица на сърцата (Reina de corazones)            | Месалина           |
| 1997    | Да започнеш отново (Volver a vivir)                | Анхела             |
| 1994    | Дъщерята на президента (La hija de presidente)     |                    |
| 1994    | Ничий кръст (Cruz de nadie)                        |                    |
| 1993    | Росанхелика (Rosangelica)                          |                    |
| 1993    | Сирена (Sirena)                                    |                    |